# Lucien Wolf

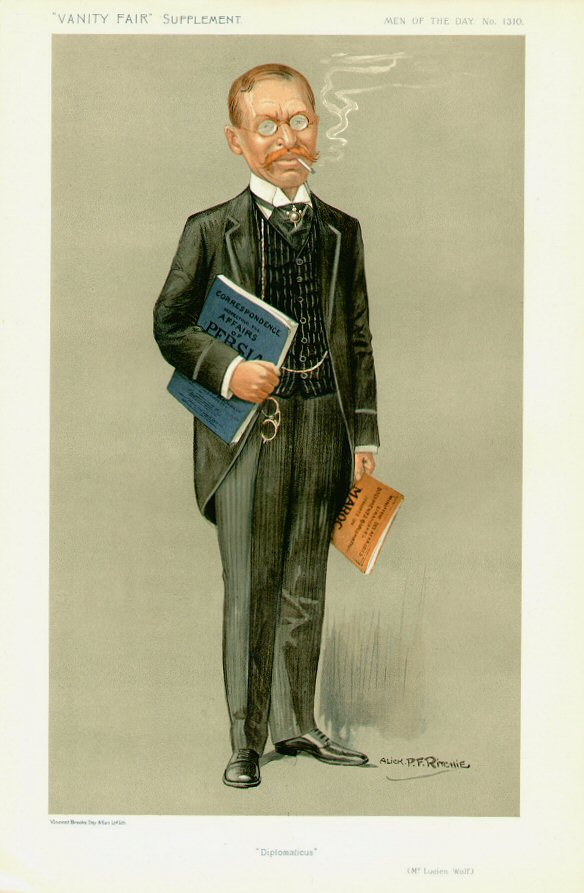
Lucien Wolf in: Vanity Fair, (1911)

Lucien Wolf (geboren 20. Januar 1857 in London; gestorben 9. August 1930) war ein britischer Publizist und Historiker.

## Leben
Lucien Wolfs Eltern waren jüdische Emigranten aus dem Kaiserreich Österreich, die nach der Niederschlagung der Revolution von 1848 emigrieren mussten. Wolf begann 1874 eine Lehre bei der Zeitung The Jewish World und war bis 1893 ihr Chefredakteur. Er arbeitete auch als Mitherausgeber für die Zeitungen Public Leader und Daily Graphic und war von 1893 bis 1897 der Londoner Korrespondent für  die Pariser Zeitung Le Journal.
Wolf beherrschte auch die französische und die deutsche Sprache. Sein Pseudonym war Diplomaticus, da er vornehmlich außenpolitische Themen bearbeitete, darunter nach den Pogromen von 1881 auch die Situation der Juden im russisch beherrschten Osteuropa. Seine daraus resultierende Haltung gegen die Politik des zaristischen Russlands kam 1914 in eine Krise, als Großbritannien an der Seite Russlands in den Ersten Weltkrieg zog.
Er war Mitglied im Board of Deputies of British Jews, in der Anglo-Jewish Association und wurde Mitglied in dem 1878 gegründeten Conjoint Foreign Committee, dessen Arbeit er von der Jahrhundertwende bis in die 1920er Jahre maßgeblich beeinflusste. Er wurde von dem Komitee als Beobachter zur Pariser Friedenskonferenz 1919 entsandt. Er galt als ein Sprecher der Juden Westeuropas, als dort die Rechte der (jüdischen) Minderheiten in den neu entstehenden Staaten Mittel- und Osteuropas eingefordert wurden. Er setzte sich beim Völkerbund für Umsetzung und Kontrolle der Minderheitenrechte ein und trat 1929 die Leitung des Beratungskomitees des Flüchtlingskommissars bei Völkerbund an.
In der Frage des Zionismus war er eher schwankend und ablehnend. Trotzdem machte er seinen Einfluss bei der britischen Regierung geltend, die 1920 im Völkerbundsmandat Palästina eine zionistische Einwanderung zumindest teilweise und phasenweise zuließ.
Wolf interessierte sich auch für historische Themen und schrieb mehrere Monografien zur Geschichte der Juden in England, dabei bearbeitete er auch mittelalterliche und frühneuzeitliche Quellen. Er war Mitorganisator der Anglo-Jewish Historical Exhibition. Mit Joseph Jacobs organisierte er die Bibliotheca Anglo-Judaica. Ein weiteres Interesse galt, auch aus aktuellem Anlass, der Geschichte der portugiesischen  Marranen.  Wolf war 1893 Mitgründer der  Jewish Historical Society of England und wurde ihr erster Präsident. Für die elfte Auflage 1911 der Encyclopædia Britannica verfasste er die Artikel Anti-Semitism, Hirsch, Baron und Zionism.

## Schriften (Auswahl)
- Sir Moses Montefiore. Biografie. 1885
- (Hrsg.): Manasseh ben Israel’s Mission to Oliver Cromwell. London, 1901
- C. Roth (Hrsg.): L. Wolf, Essay in Jewish History. London, 1934